# Beröringen
Beröringen är en svensk dramafilm från 1971 med regi, produktion och manus av Ingmar Bergman. I huvudrollerna ses Elliott Gould, Bibi Andersson och Max von Sydow.

## Handling
Karin Vergerus inleder ett förhållande med en utländsk arkeolog. Deras förhållande kommer att kantas av svårigheter.

## Rollista
- Elliott Gould – David Kovac, arkeolog
- Bibi Andersson – Karin Vergerus
- Max von Sydow – Andreas Vergerus, läkare, professor
- Sheila Reid – Sara, Davids syster
- Barbro Hiort af Ornäs – Karins mor
- Åke Lindström – Holm, läkare, docent
- Mimmo Wåhlander – sköterska
- Elsa Ebbesen-Thornblad – sjukhusets husmor
- Staffan Hallerstam – Anders Vergerus, Karins och Andreas' son
- Maria Nolgård	– Maria Vergerus, Karins och Andreas' dotter
- Karin Nilsson	– granne till Vergerus
- Erik Nyhlén – arkeolog
- Margaretha Byström – doktor Vergerus sekreterare
- Alan Simon – museikurator
- Per Sjöstrand – kurator
- Aino Taube – kvinna i trappan
- Ann-Christin Lobråten	– museiarbetare
- Carol Zavis – flygvärdinna
- Dennis Gotobed – engelsk immigrationstjänsteman
- Bengt Ottekil	– piccolo i London
- Harry Schein – middagsgäst som håller tacktal
- Alf Montán – middagsgäst
- Sture Helander – middagsgäst
- Torsten Ryde – middagsgäst
- Lars-Owe Carlberg	– middagsgäst
- Börje Lundh – middagsgäst
- Jan-Carl von Rosen – middagsgäst
- Kenne Fant – middagsgäst

## Tillkomst
Inspelningen ägde rum mellan den 14 september och 29 november 1970 på Gotland (bland annat i Visby) och i London i Storbritannien med Sven Nykvist som fotograf.

## Visningar
Filmen hade urpremiär den 14 juli 1971 på Baronet Theatre i New York i USA och visades första gången i Sverige den 30 augusti samma år på biografen Spegeln i Stockholm.

## Utmärkelser
Bergman tilldelades en hedersutmärkelse vid Venedigs filmfestival 1971 för sina insatser i filmen och Andersson mottog Guldmasken 1972 i kategorin bästa kvinnliga huvudroll. Andersson hamnade även på en andraplats i National Society of Film Critics Awards 1972 i samma kategori.